# 93. п. н. е.

## Догађаји
- 10. јун -- Тит Дидије је извојевао победу над келтиберима.

## Смрти
- Публије Клодије Пулхар